# Пітер Лусака Чінтала
Пітер Лусака Чінтала (англ. Peter Chintala) — замбійський політик та дипломат. Надзвичайний і Повноважний Посол Замбії в Україні за сумісництвом.

## Життєпис
Народився в провінції Коппербелта в Замбії. У 1990 році закінчив школу богослов'я в Каліфорнії та здобув ступінь магістра мистецтв у богослов'ї.
Очолив баптистську асоціацію Замбії, пастор двох церков в Ндола, а в 1992 році Президент створеної баптистської церкви Замбії.
У листопаді 1992 року він був обраний членом парламенту від округу Кабучі до Національних зборів Замбії і був призначений заступником міністра з розвитку спорту, молоді і дитини. У 1994 році отримав ступінь доктора богослов'я в Університеті Біола.
У 2001 році він був призначений Міністром у справах молоді, спорту та розвитку дитини, до цього був першим заступником міністра у справах релігії.
5 березня 2004 Президент Замбії Леві Мванаваса призначив Чінтала, члена Руху за багатопартійну демократію послом Замбії в Росії. Він вручив свої вірчі грамоти Президенту Росії Володимиру Путіну 5 жовтня 2004 року. Представляв інтереси Замбії в Албанії, Азербайджані, Білорусі, Вірменії, Грузії, Казахстані, Киргизстані, Молдові, Таджикистані та Узбекистані.
З 2005 року Надзвичайний і Повноважний Посол Замбії в Україні за сумісництвом. 2 листопада 2005 року вручив вірчі грамоти Президенту України Віктору Ющенку